# 피지

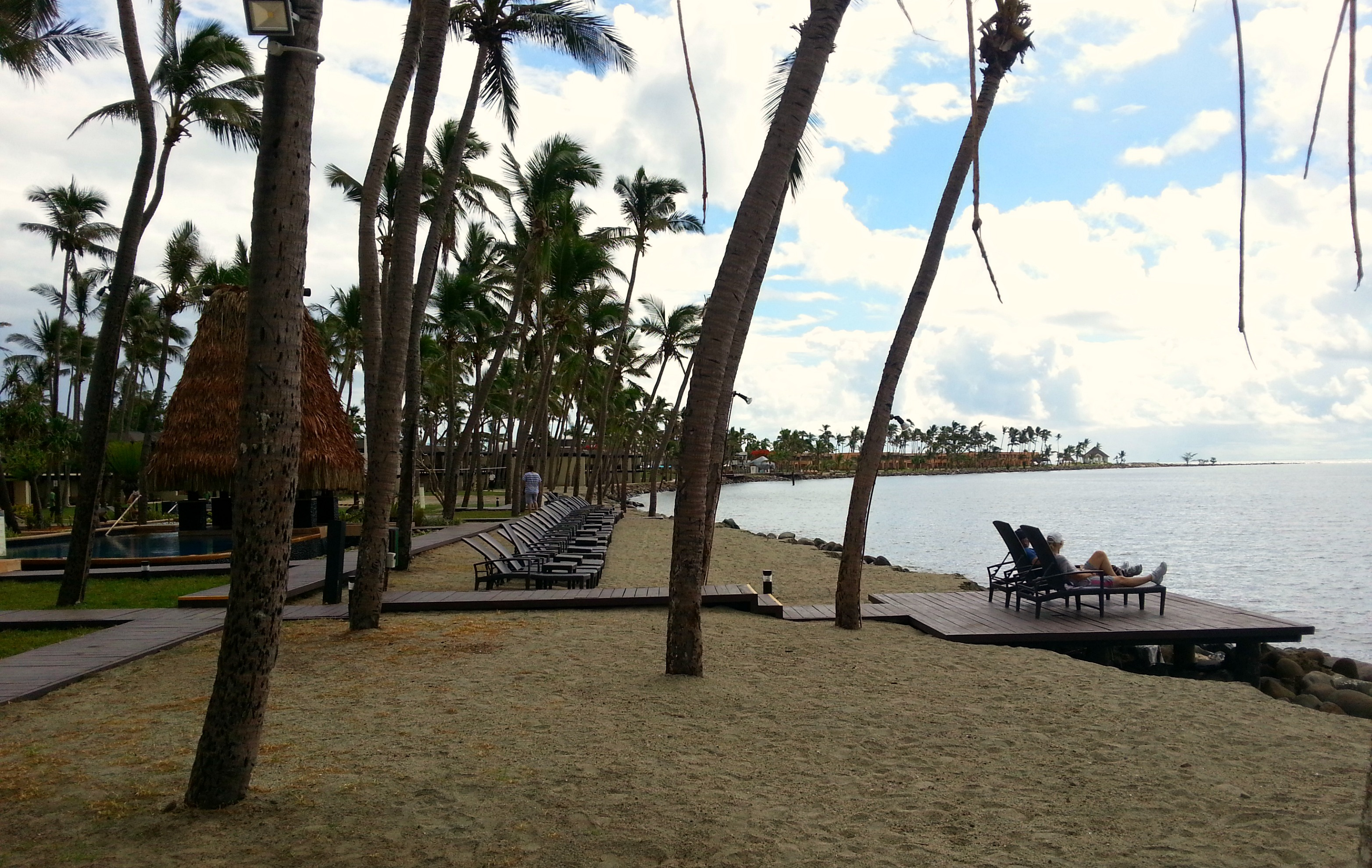
데나루 아이렌드, 피지, 2013

피지(영어: Republic of Fiji 리퍼블릭 오브 피지[*], 피지어: Matanitu ko Viti 마타니투 코 비치, 피지 힌디어: फ़िजी गणराज्य, Fijī Gaṇarājya 피지 가나라지아)는 오세아니아의 멜라네시아에 있는 섬나라이다. 뉴질랜드에서 북동쪽으로 1,100 해리 (2,000 km; 1,300 mi)에 위치한다. 330여개의 섬과 500여개의 암초로 이루어져 있으며, 개중 110여개에서 사람이 살고 있다. 총 면적은 18,300 제곱킬로미터 (7,100 mi2)이다. 전체 인구 924,610명 중 약 87%의 인구가 비치레부섬과 바누아레부섬에 나뉘어 살고 있는데, 전체 인구의 75%는 수바, 난디, 라우토카 등 비치레부섬 해안가에 살고 있다. 비치레부섬 중심부는 지세가 좋지 않아 사람이 살기  힘들다.
피지 군도의 섬 대부분은 1억 5천만년 전 화산활동으로 형성되었다. 오늘날에도 비치레부섬과 타베우니섬에서 지질활동이 활발히 일어나고 있다.
기원전 2백만년기에 오스트로네시아족이 처음으로 정착했고, 이후 멜라네시아인들이 정착했으며 폴리네시아인도 일부 유입되었다. 서구에서 피지의 존재를 알게된 것은 17세기의 일이다. 1874년에는 투이비티가 다스리는 독립국이 잠시 세워졌으나, 곧 대영제국이 피지 식민지를 세웠다. 피지는 피지자치령이 되는 1970년까지 왕령식민지였다. 이후 1987년에 피지 쿠데타가 일어나 군부가 공화국을 선포하고 의원내각제를 실시했다. 2006년 쿠데타에서는 프랭크 음베이니마라마가 실권을 잡았다. 2009년에 피지 고등법원에서 군부에 의한 통치가 위법이라는 판결을 내리자, 군부가 세운 대통령인 초세파 일로일로바투 울루이부다는 헌법을 무력화하며 계엄령을 선포하고 프랭크 음베이니마라마를 다시 총리로 지명했다. 2009년 말에는 에펠리 나일라티카우가 대통령이 되었다. 군부에 의한 독재는 2012년에 계엄령이 해제되고, 2014년 9월에 민주적인 총선이 이루어지며 해소되었다. 여기서 음베이니마라마가 이끄는 피지퍼스트 여당이 59.2%의 득표율로 다수당이 되었다.
피지는 풍부한 산림, 광물, 어자원 덕분에 태평양에서 가장 발전된 국가중 하나이다. 통화는 피지 달러이며, 주요 외화 수입원은 관광 산업, 해외에서 일하는 피지인의 송금, 생수 수출, 그리고 사탕수수이다. 피지의 지방 정부는 도시 및 시의회를 통해 운영되며, 지방 정부 및 도시 개발부가 이를 감독하고 있다.

## 어원
피지의 주요 섬인 비치레부(Viti Levu)라는 이름이 '피지'의 기원이 되었으나, 특히 피지의 이웃 섬인 통가에서 사용된 발음이 현대 국명의 어원이 되었다. 이름의 유래에 대한 공식적인 설명은 다음과 같다.
피지인들은 처음으로 통가에서 그들을 만난 쿡 선장의 탐험대원들의 기록을 통해 유럽인들에게 알려졌다. 그들은 강력한 전사이자 무시무시한 식인종으로, 태평양에서 가장 정교한 배를 만드는 사람들이지만, 항해에는 능하지 않다고 묘사되었다. 피지인들은 통가인들 사이에 경외감을 불러일으켰고, 특히 나무껍질로 만든 천과 곤봉과 같은 그들의 공예품은 높은 가치를 지니며 큰 수요가 있었다. 그들은 자신들의 고향을 "비티(Viti)"라고 불렀지만, 통가인들은 이를 "피시(Fisi)"라고 불렀으며, 이 외국 발음 "피지(Fiji)"가 제임스 쿡 선장에 의해 처음 전해져 오늘날 이 섬들이 알려지게 되었다.

## 지도
| 사모아 제도자와보르네오필리핀발리티모르퍼스캔버라뉴질랜드하와이뉴기니이스터캐롤라인 제도피지뉴칼레도니아핏케언 제도class=notpageimage\| 태평양에서의 피지의 위치 |

## 역사
AD 1000년 경에는 통가(Tonga), 사모아(Samoa) 등 폴리네시아인들로부터 침입을 겪으면서 커다란 전쟁의 소용돌이에 휘말리기도 했다. 사람을 잡아먹는 식인 풍습이 일반적으로 행해졌고, 권력 세습식의 일부 다처제를 통한 족장의 강력 통치가 이루어졌다. 부족간 결혼은 집단간을 잇는 주요한 방식이었지만 서로간 분쟁과 싸움이 끊이지 않았다. 내부 족벌 전쟁으로 가족끼리 싸움을 하는 경우도 흔히 있었다. 1874년 영국의 식민지가 되었으며, 이 기간 동안에 많은 인도인들이 노동을 위해 유입되었다. 1970년 피지는 영국으로부터 완전 독립을 달성하였으나, 원주민과 인도계 이주민 사이의 갈등이 사회 불안 요인으로 남았다. 1987년에 두 차례의 쿠데타가 일어났으며, 영국 여왕이 다스리는 군주제가 폐지되고 공화정이 수립되었다. 이후에도 2000년과 2006년에 쿠데타가 일어났다. 2006년 12월에 발생한 쿠데타는 이미 같은 해 11월부터 예고되었으며, 인도계를 대변하는 프랭크 바이니마라마 준장이 정권을 잡았다. 피지는 정치적 상황이 매우 불안정하며 2009년 4월 9일이후론 국가비상사태가 선포되었다. 2010년 초, 쿠데타 종료 및 국가가 정상화되었다.

## 지리

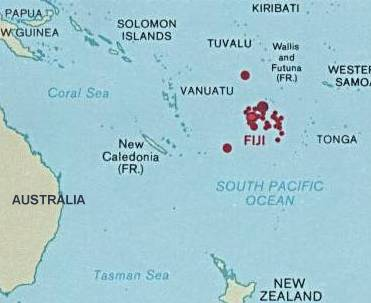
오세아니아에서 피지의 위치

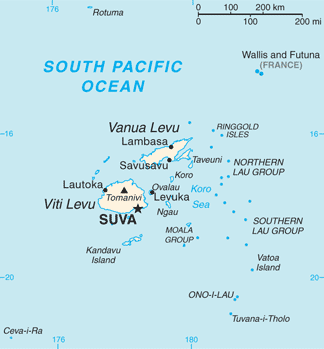
피지의 지도

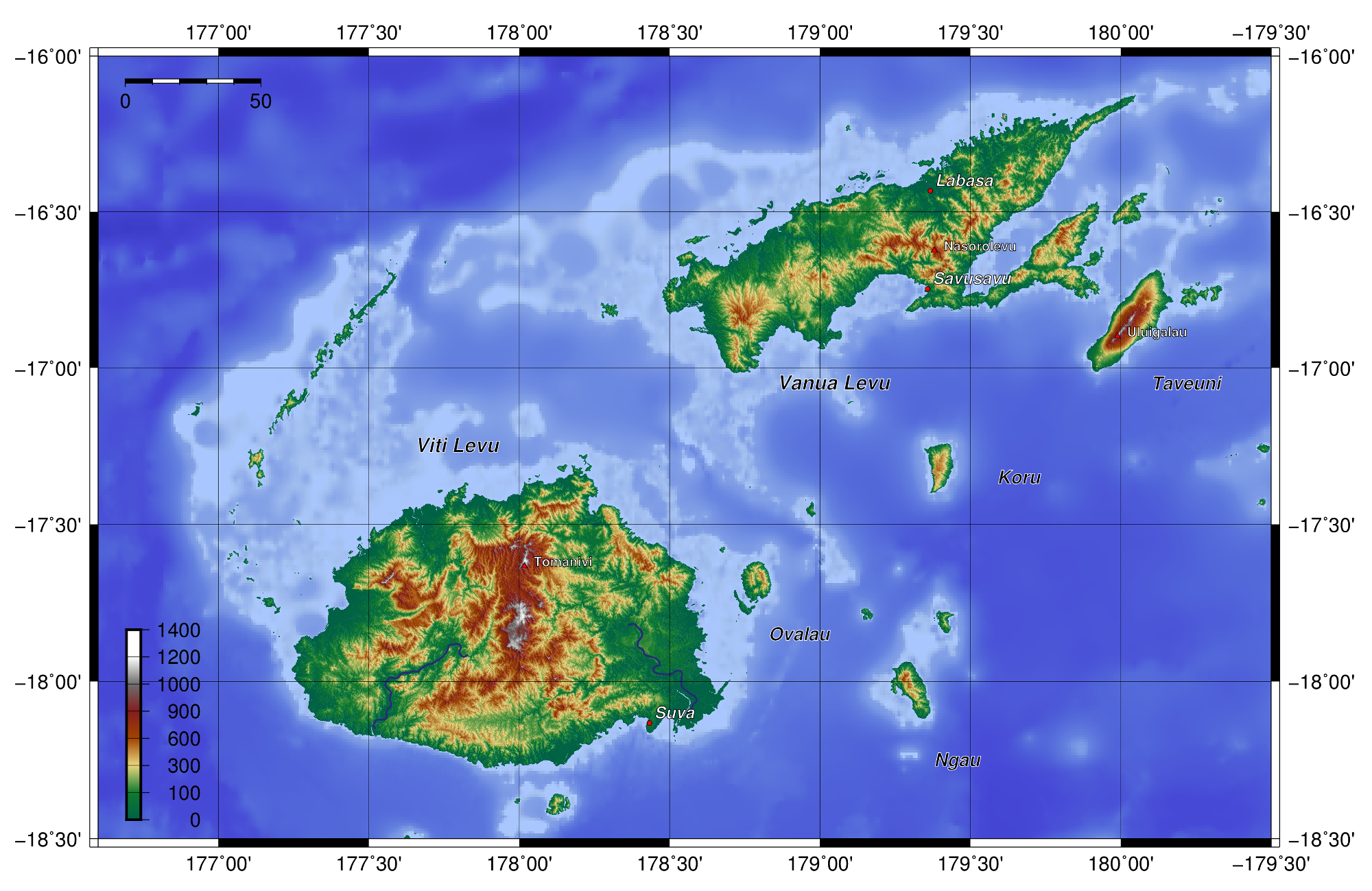
피지 지형

피지는 하와이에서 남서쪽으로 약 5,100km, 호주 시드니에서 약 3,150km 떨어져 있다. 바누아투와 통가 사이에 위치하여 남서태평양의 중심지이다. 피지 군도는 동경 176° 53′에서 서경 178° 12′ 사이에 위치하며, 해역을 포함한 총 면적은 약 1,290,000km²이나 건조한 육지 면적은 2% 미만인 18,272km2 정도이다. 180도 경선이 피지를 통과하지만, 국제 날짜 변경선은 피지 군도 전체에 동일한 시간(UTC+12)을 적용하기 위해 조정되어 있다. 로투마를 제외한 피지 군도는 남위 15° 42′에서 20° 02′ 사이에 위치하며, 로투마는 군도에서 북쪽으로 220해리(410km, 250마일) 떨어져 있고, 적도에서 남쪽으로 12° 30′에 위치해 있다.
피지는 332개의 섬으로 구성되어 있으며 개중 106개에 사람이 산다. 가장 중요한 두 섬은 비치레부섬과와 바누아레부으로, 이 두 섬이 국가 전체 육지 면적의 약 3/4을 차지한다. 이 섬들은 산악 지형으로, 최고봉은 1,324미터(4,341피트)에 이르며, 울창한 열대 우림으로 덮여 있다.
피지에서 가장 높은 지점은 비치레부의 토마니비산이다. 비치레부에는 수도 수바가 위치해 있으며, 인구의 약 3/4이 이 섬에 거주하고 있다. 그 외에도 국제공항이 위치한 나디와 대규모 사탕수수 공장과 항구가 있는 피지의 두 번째로 큰 도시 라우토카가 주요 도시이다.
바누아레부의 주요 도시는 라바사와 사부사부이다. 그 외 섬과 군도로는 각각 세 번째와 네 번째로 큰 섬인 타베우니섬과 칸다부섬, 그리고 관광지인 마마누카 군도와 야사와 군도, 수바 인근의 로마이비티 군도, 그리고 먼 라우 군도가 있다. 로투마는 피지 내에서 특별 행정 지위를 가지고 있다. 세바이라 환초는 사람이 거주하지 않는 암초로 주요 군도에서 남서쪽으로 약 460km 떨어져 있다.
피지의 생태지역은 두 종류가 있다. 첫째는 열대·아열대 습윤활엽수림이고 둘째는 열대·아열대 건조활엽수림이다. 피지는 2018년 산림 경관 무결성 지수에서 평균 8.35/10을 기록하며 전 세계 172개국 중 24위를 차지했다.

## 인구
피지의 총인구는 2015년 기준으로 892,145명이다. 인구증가율은 0.74%(2010년~2015년)이며 1995년 이후 1% 미만의 낮은 증가율을 지속하고 있다. 인구밀도는 44.8명/km2이며 세계 평균인 56.5명/km2보다 조금 낮은 수준이며 전체 인구의 53.7%(2015년)가 도시에 거주하고 있다. 중위연령은 27.6세이며 2015년 노인인구비율이 5.83%로 아직은 고령화 사회에 진입하기 전 상태이다.
인구 증가는 주로 본섬(Viti Levu)에서 가장 많이 나타나며, 북섬(Vanua Leva)에서는 마쿠아타주의 사탕수수밭의 계약 종료로 인해 인구가 크게 감소하고 있다. 2007년 자료에 따르면, 20세 이하 인구가 39%로, 향후 10년간 지속적으로 인구가 증가할 것으로 예측된다.
멜라네시아 계통의 원주민인 피지인이 인구의 54.3%를 이루는데, 주로 영국령 통치기간 중에 이주한 인도계 인구가 전체 인구의 38.1%를 이루는 것이 특징적이다. 이외에 인구의 1.2%는 피지의 속령인 로투마섬의 주민인 로투마족이며, 기타 이민자 계통의 인구가 약 4.5%를 이룬다.

## 종교
피지의 종교 (2007)
2007년 조사에 따르면, 피지 인구의 64.4%가 기독교인이었으며, 27.9%는 힌두교인, 6.3%는 무슬림, 0.8%는 무종교인, 0.3%는 시크교인, 나머지 0.3%는 기타 종교에 속했다. 기독교인 중 54%는 감리교인이었으며, 그 뒤를 이어 14.2%는 가톨릭, 8.9%는 하나님의 성회, 6.0%는 제칠일안식일예수재림교, 1.2%는 성공회 신자였고, 나머지 16.1%는 다른 교단에 속했다.
피지에서 가장 큰 기독교 교단은 '피지 및 로투마 감리교회'로, 인구의 34.6%가 감리교 신자여서(이 중 거의 2/3는 피지 원주민), 피지는 전 세계에서 감리교 신자의 비율이 가장 높은 나라다. 피지의 가톨릭 신자들은 수바 대교구에 의해 관리되며, 이 대교구는 라로통가 교구(쿡 제도 및 뉴질랜드와 연관된 니우에를 포함)와 타라와 및 나우루 교구(키리바시의 타라와에 교구 소재지가 있으며, 나우루도 포함)와 토켈라우의 자치 교구(뉴질랜드)를 관리한다.
하나님의 성회와 제칠일안식일예수재림교 교단도 상당한 신자 수를 가지고 있다. 피지는 폴리네시아 성공회 교구의 본부가 위치한 곳이며, 이 교구는 뉴질랜드 성공회에 소속되어있다. 이 교단들과 다른 교단에는 소수의 인도계 피지인이 포함되어 있으며, 1996년 인구 조사에 따르면 인도계 피지인 인구 중 6.1%가 기독교인이었다. 피지의 힌두교인들은 대부분 사나탄 교파(힌두교 신자의 74.3%)에 속하거나 명시되지 않은 교파(22%)에 속하며, 무슬림의 대부분(96.4%)은 수니파에 속해 있다.

## 언어
1997년 헌법에서 "영어, 피지어, 피지 힌디어는 헌법에서 동등한 지위를 갖는다"고 했다. 이것은 세 언어의 존재를 인정한 것에 불과하며, 행정의 공식어(관청어)는 영어가 유일하며 또한 사법부에서도 영어만을 사용한다. 또한 정부의 공식 웹사이트는 모두 영어로 되어 있다. 나머지 두 언어는 일상에서만 사용할 뿐이며, 제한적으로 언론에서도 사용한다. 두 언어는 의사소통에는 어려움이 없지만 문자를 각기 달리한다. 세 언어는 전혀 동등하지 않다.

## 군대
피지 헌법에 따르면 모병제를 실시한다. 이 나라는 좁은 섬나라인 관계로 공군이 없으며 약 3500명의 병력이 있다.

## 교통
철도는 존재하나, 대부분 생산한 사탕수수를 운반하기 위한 600mm 협궤 화물철도이다. 이 외에 관광객들을 위한 간이 여객열차가 부정기적으로 간간히 운행한다. (현재 (2023.10,9일
기준.)는 종료했다.) 항공편은 나우소리 국제공항과 나디 국제공항을 통해 대한민국, 통가, 미국, 홍콩, 오스트레일리아, 뉴질랜드 등지와 연결된다.

## 경제

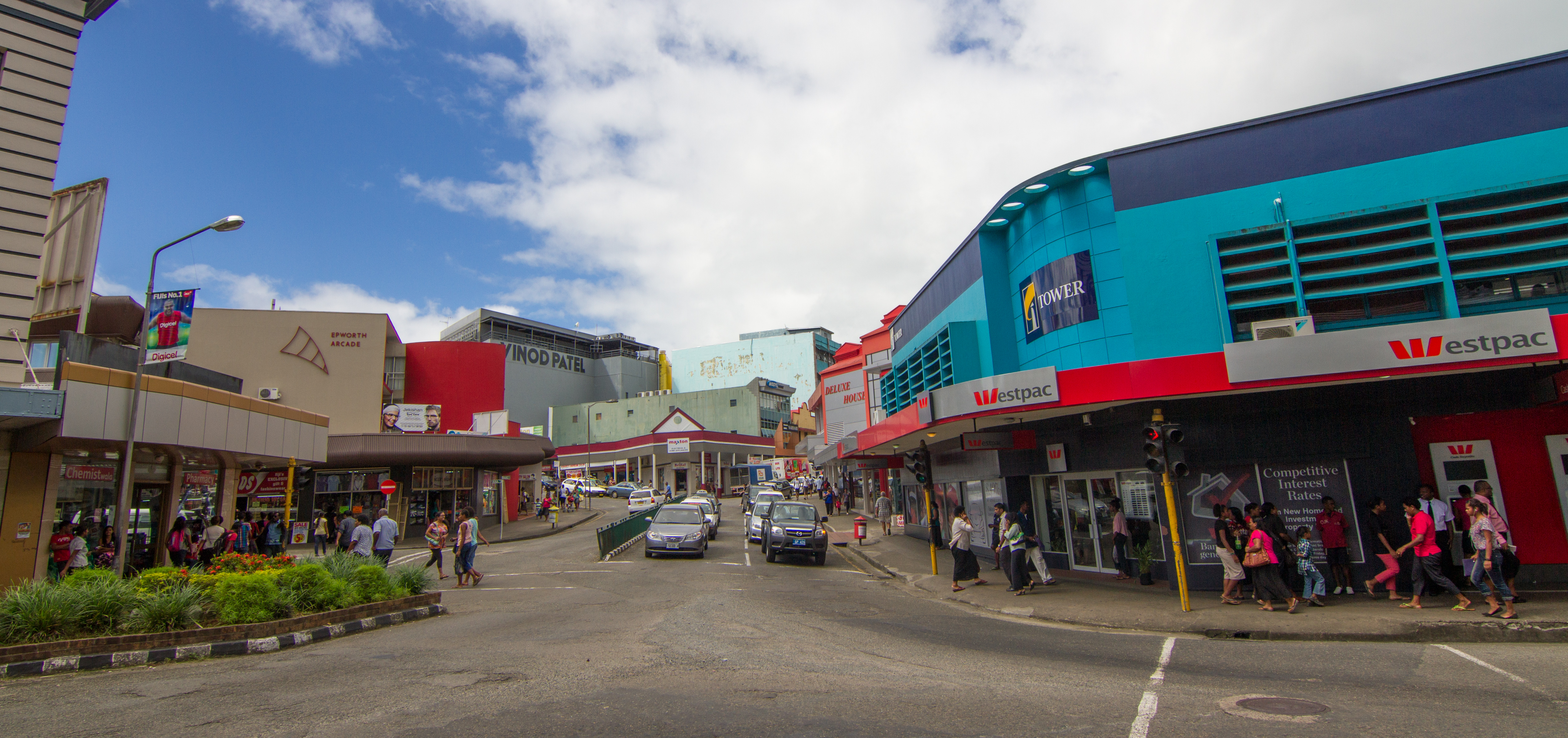
피지의 행정적 경제적 수도인 수바.

피지는 풍부한 산림, 광물, 어자원으로 인해 태평양 섬나라 경제 중 가장 발전된 나라 중 하나이지만, 여전히 자급자족 경제가 큰 비중을 차지하고 있다. 1950년대 마리온 M. 게이니(Marion M. Ganey)가 섬에 신용조합을 도입하면서 이 부문에서도 일부 발전이 이루어졌다. 피지의 천연자원으로는 목재, 어류, 금, 구리, 석유가 있으며 수력 발전소를 통해 전기를 생산한다. 1960년대와 1970년대에 급속한 경제 성장을 경험했지만 1980년대에는 성장이 정체되었으며, 1987년의 쿠데타는 경제를 더욱 위축시켰다.
쿠데타 이후 몇 년간 경제 자유화가 진행되면서 의류 산업이 급성장하고, 설탕 산업의 토지 임대에 대한 불확실성이 커짐에도 불구하고 안정적인 성장률을 기록했다. 그러나 이후 설탕 재배 농민들의 임대 계약 만료와 농장 및 공장의 효율성 저하로 인해 EU의 보조금에도 불구하고 설탕 생산량은 감소했다. 바투콜라에 기반을 둔 금광 산업도 있다.
21세기 초에는 도시화와 서비스업의 확장으로 GDP가 성장했다. 설탕 수출과 급속히 성장하는 관광 산업은 주요 외화 수입원으로, 2003년에는 430,800명의 관광객이 피지를 방문했으며 이후에도 계속 증가했다. 피지는 수익의 상당 부분을 관광업에 의존하고 있으며, 설탕 가공은 산업 활동의 3분의 1을 차지하고 있다. 그러나 낮은 투자율과 불확실한 재산권 문제는 장기적인 문제로 남아 있다.
수바는 피지의 수도이자 상업 중심지이다. 는 피지에서 유일하게 허가된 증권거래소는 남태평양 증권거래소(SPSE)로 수바에 위치해 있다.

## 문화
이 나라는 럭비 유니온의 인기가 상당하다. 국가대표팀의 별명은 'Flying Fijians'이고 라이벌인 사모아, 통가 그리고 일본 3개국과 함께 퍼시픽 네이션스 컵의 구성국 중 하나이다.

## 외교

### 한국과의 관계
한국은 피지가 독립한 1970년, 피지를 승인하였고 양국은 1971년 1월에 공식 외교 관계를 수립하였다. 수바에 대사관이 개설되어 있다. 주 나우루, 마셜 제도, 미크로네시아 연방, 키리바시, 투발루 대사관을 겸임한다. 모두 901 명(재외국민 780 명, 시민권자 121 명)의 한민족들이 피지에 거주(2010년 12월 기준)하고 있다. 양국의 관계는 우호적인데, 이는 피지 당국의 의지에 힘입은 바가 크다. 2011년 12월, 피지는 무역, 투자 및 인적 교류를 증진하기 위하여 2012년 상반기 중에 서울에 대사관을 개설하겠다고 발표하였다. 과거 한국에서는 대한항공이 인천국제공항과 나디 국제공항을 잇는 논스톱 직항편을 운영하고 있었지만 2019년 10월 중단하여 직항 노선이 존재하지 않는다. 북한(조선민주주의인민공화국)과는 1975년 수교하였으나 1987년 김현희의 대한항공 858편 폭파사건으로 1988년 단교조치되었다.

### 파키스탄 관계
파키스탄과 피지는 공식적인 외교 관계는 있으나 양국 모두 외교사절을 파견하지 않고 있다. 파키스탄은 주(駐)오스트레일리아 고등판무관 사무소가 피지의 비상주 고등판무관 사무소를 겸한다. 피지에서 다수를 차지하는 이슬람 교도들은 파키스탄 내의 혈족들을 그들의 조상으로 두고 있다.

### 파푸아뉴기니 관계
용병으로 추정되는 몇몇 피지 국민들이 파푸아뉴기니에 불법적으로 들어가 부건빌섬에서 분리주의자 군사를 무장시키고 훈련시키는 데 개입되었다는 점이 폭로되어, 피지와 파푸아 뉴기니는 2005년 11월부터 긴장 관계에 있다. 이와 다른 문제로, 파푸아 뉴기니의 무역및 산업부 장관 폴 티엔스턴(Paul Tiensten)은 피지에 대한 무역제제가 고려되고 있다고 언급하였다. 그것은 파푸아 뉴기니 산 카바(kava)와 콘비프에 대한 피지 정부의 수입 금지 조치에 뒤따른 것이다.